# Анамитски пругасти кунић
Анамитски пругасти кунић (лат. Nesolagus timminsi) је врста кунића из породице зечева (Leporidae) чије станиште је Анамитски планински венац, који се налази на граници између Вијетнама и Лаоса.

## Опис
Крзно анамитског пругастог кунића је пругасто, са смеђим и црним пругама, а крзно на задњем делу леђа је риђе боје. Врста изгледом подсећа на суматранског пругастог кунића. Анамитски пругасти кунић је недавно откривен. Врсту је открио 1996. године биолог Роб Тиминс на пијаци Бак Лак у Лаосу, а врста је описана тек 2000. године када је и добила латински назив Nesolagus timminsi.

## Угроженост
Британска истраживачка експедиција је 2015. године први пут ухватила живи примерак, који је затим и враћен у дивљину.
Врста је угрожена због лова и губитка станишта. Највећа претња су замке које постављају ловци, као и култивација земљишта на нижим надморским висинама и уопште земљорадња у свим областима које насељава, најмању претњу представља изградња путева која омогућава приступ удаљеним областима нетакнуте дивљине, због чега је у тим областима могућа изградња брана и рудника, као и насељавање земљорадника и дрвосеча. Врста насељава и заштићене области, као што су Национални парк Фонг Ња-Ке Банг, Накај–Нам Теун и Умат. Ни у Лаосу ни у Вијетнаму ова врста није заштићена. Према расположивим подацима анамитски пругасти кунић је честа врста у одговарајућим стаништима, али је популација врсте у опадању.